# Павлов, Василий Дмитриевич (государственный деятель)
Павлов, Василий Дмитриевич (1910 — ?) — советский государственный деятель, председатель Челябинского Исполнительного комитета в 1942—1944 годах.
После окончания школы ФЗУ в 1928 году в Ленинграде, пошёл работать слесарем-машинистом 5-й электростанции. В 1930 году назначен конструктором, а затем и техником, ответственным по технике безопасности. 
В 1934 году поступил учиться в Ленинградский индустриальный институт, по окончании его работал инженером на различных предприятиях и в НИИ Ленинграда. 
В 1939-1941 годах являлся слушателем Высшей партийной школы при ЦК КПСС в Москве, по окончании которой направлен в Челябинск инструктором металлургического отдела Челябинского обкома КПСС.
В июле 1942 года избран председателем Челябгорисполкома, проработал в должности до августа 1944 года.